# أحمد عيد عبد الملك
أحمد عيد عبد الملك (مواليد 15 مايو 1980) هو لاعب كرة قدم مصري ط كان يلعب ضمن صفوف نادي نادي الزمالك كما لعب لعدة انديه مصريه أخري .
لعب أولى مبارياته مع المنتخب المصري عام 2005.
كان في تشكيلة المنتخب المصري في كأس الأمم الإفريقية 2008 و2010 وكأس القارات 2009 ولعب أساسياً في المباراة الأخيرة للفراعنة في كأس القارات أمام الولايات المتحدة الأمريكية والتي انتهت 3-0 لصالح الولايات المتحدة الأمريكية.
لعب لنادي حرس الحدود لعدة مواسم وساهم بفوز فريقه بكأس مصر وكأس السوبر هذا بالإضافة إلي مشاركته مع الفريق السكندري ببطولة كأس الاتحاد الأفريقي. يتميز أحمد عيد عبد الملك بتسديده لركلات الجزاء. حصل مع منتخب مصر علي كأس الأمم الأفريقية عامي 2006 و2010 تحت قيادة المدير الفني حسن شحاتة كما حصل علي كأس مصر ثلاث مرات، اثنين منها مع حرس الحدود عامي 2009 و2010 ومرة مع الزمالك عام 2013 هذا بالإضافة إلي كأس السوبر المصري عام 2009 مع حرس الحدود علي حساب النادي الأهلي.
وحصل على الدوري المصري الممتاز مرة واحدة فقط مع نادي الزمالك موسم 2015/2014.

## الروابط الخارجية
- أحمد عيد عبد الملك على موقع الاتحاد الدولي (مؤرشف)  (الإنجليزية)
- أحمد عيد عبد الملك على موقع قاعدة بيانات كرة القدم.إي يو (الإنجليزية)
- أحمد عيد عبد الملك على موقع ناشيونال فوتبول تيمز (الإنجليزية)
- أحمد عيد عبد الملك على موقع Soccerway.com (الإنجليزية)
- أحمد عيد عبد الملك على موقع كووورة